# Henri Delannoy
Henri Auguste Delannoy (1833-1915) va ser un militar i matemàtic aficionat francès, conegut pels nombres de Delannoy.

## Vida i Obra
Tot i haver nascut a Bourbonne-les-Bains on estava destinat el seu pare com a administrador militar, Delannoy a créixer i estudiar a Guéret. Va fer el batxillerat al Lycée de Bourges i durant un any va preparar el seu ingrés a les grans escoles al Colège Sainte-Barbe. El 1853 ingressa a l'École Polytechnique en la que es gradua el 1855.
A partir de 1855 fa la seva carrera militar, estudiant a l'Escola d'Artilleria de Metz i començant com a sotstinent fins a arribar a sotsintendent de primera classe (1882), estant destinat en diverses ciutats de França i participant en les campanyes d'Itàlia (1859), d'Argèlia (1866-1869) i a la guerra francoprussiana (1870-1871). El 1888 sol·licita la seva baixa que li és concedida l'any següent.
A partir de 1881 comença la seva activitat matemàtica, estant en contacte amb diversos matemàtics, sobre tot amb Édouard Lucas, de qui serà editor de les obres de forma pòstuma.. Els seus treballs es publiquen als comptes rendus de la Societat Matemàtica de França i de l'Associació Francesa pel Progrès de la Ciència. El seu primer treball rellevant es va publicar el 1886: Emploi de l'échiquier pour la solution de problèmes arithmétiques (Utilització de l'escaquer per resoldre problemes aritmètics).
Com a membre i president (1896-1915) de la Société d'Archéologie et des Sciences Naturelles de la Creuse, Dalannoy també va publicar alguns treballs històrics, sobre tot d'història monàstica.